# CROSS SMILEY FRIDAY
CROSS SMILEY FRIDAY（クロス・スマイリー・フライデー）は、CROSS FMで放送されていたラジオ番組。
放送期間は2002年4月5日～2003年3月28日。放送時間は毎週金曜日10:00～16:00。
今はなき、博多駅GIGAスタジオからの生放送。ナビゲーターはスマイリー原島と田中ゆきが務めた。

## 概要
- 「好奇心旺盛で、音楽大好きないくつになっても少年の心を失わないカッコイイ20代、30代のための、大人のロックンロール・プログラム」というコンセプトとしてスタートした、金曜日のワイド番組。
- 博多駅GIGAスタジオから放送された、最後の金曜日日中のワイド番組となった。
- 番組のコーナーの一部は前番組「RADIO MUSCLE」から引き継いだものが多かった。

## ナビゲーター
- スマイリー原島

この番組以前も福岡県内ではエフエム福岡で番組を担当したことはあったが、同局では初の担当番組。この番組終了後は「CROSS SUPER SATURDAY」の担当となった。
- 田中ゆき

同局では「SONIC A-GO-GO!!」 などでディレクションを担当。この番組終了後、同局での仕事を離れている。

## 主なコーナー
- （10:20頃）

スマイリー原島が扮する「おスマ」なる人物（モチーフはおすぎ）が登場し、その週に届いた芸能情報を取り上げた。
- SMILEY QUIZ （10:45、15:40頃など番組中4回）

聴取者と電話をつなぎ、3択クイズに答えてもらうコーナー。問題は田中ゆきが考案していて、必ず聴取者が正解を答えられるような問題が出題された。
- WARNER MYCAL CINEMAS CINEMA CINEMA （12:46-12:56）

スポンサーであるワーナー・マイカル・シネマズの大野城・上峰・戸畑3館で上映される映画の情報を紹介した。
提供クレジットは英語で読み上げたものがジングル化された。
約4年間に渡ったこのコーナーも番組終了とともに終了している。
- SNAP SHOT （13:30-13:40）

スポンサーはタイ国政府観光庁とホテル・リッツファイブ（福岡市）、但し2003年1月からはタイ国政府観光庁単独となった。
タイ国の観光スポットや、観光に関する情報を紹介するコーナー。タイ国政府観光庁の担当者などが出演してタイの魅力を紹介した。
このコーナーは月曜日-金曜日を通じて放送され、月曜日〜木曜日は「AFTERNOON BEAT RADIO」内で放送された。
2003年4月からは後番組「CROSS AFTERNOON SHOW RADIO GOO」に引き継がれた。
- MUSIC TRIP（14:10-14:40）

スポンサーであるJR九州から届く旅の情報、列車の情報を紹介した。
このコーナーは月曜日-金曜日を通じて放送され、月曜日〜木曜日は「AFTERNOON BEAT RADIO」内で放送された。
GIGAスタジオの閉鎖に伴い、長年続いたJR九州の提供コーナーはこれが最後となっている。
- AFTERNOON TRAX（15:15-15:35）

前半はスマイリー原島が扮する「シゲ村」なる人物（モチーフは竹村健一）が登場し、その週に起きた事件の中から1〜2件を取り上げ、解説や見解などを語った。後半はスポーツの話題を取り上げた。
このコーナーは月曜日-金曜日を通じて放送され、月曜日〜木曜日は「AFTERNOON BEAT RADIO」内で放送された。但し、内容は異なった。
2003年4月からは後番組「CROSS AFTERNOON SHOW RADIO GOO」に引き継がれタイトルも「CROSS POINT」に改められた。

## エピソードなど
- 提供クレジットは全てジングル化され、田中ゆきが「WARNER MYCAL CINEMAS CINEMA CINEMA」を除くすべてのナレーションを担当した。
- 2002年7月26日の放送では、新潟県の苗場スキー場にて行われたフジ・ロック・フェスティバルの会場から放送した。これは長年スマイリー原島が同ライヴのステージMCを務めているものである。

| CROSS FM 金曜日のワイド番組                           | CROSS FM 金曜日のワイド番組 | CROSS FM 金曜日のワイド番組                                                                  |
| 前番組                                                | 番組名                      | 次番組                                                                                       |
| ----------------------------------------------------- | --------------------------- | -------------------------------------------------------------------------------------------- |
| SMOOTH CHANNEL(10:00-13:00) RADIO MUSCLE(13:00-17:00) | CROSS SMILEY FRIDAY         | CROSS MORNING SHOW GOOD MORNING DMD(7:00-12:00) CROSS AFTERNOON SHOW RADIO GOO (12:00-18:00) |